# Ruellia pseudopatula
Ruellia pseudopatula är en akantusväxtart som beskrevs av Ensermu. Ruellia pseudopatula ingår i släktet Ruellia och familjen akantusväxter. Inga underarter finns listade i Catalogue of Life.